# Port-Olry
 (novembre 2023).
Si vous disposez d'ouvrages ou d'articles de référence ou si vous connaissez des sites web de qualité traitant du thème abordé ici, merci de compléter l'article en donnant les références utiles à sa vérifiabilité et en les liant à la section « Notes et références ».
Pour les articles homonymes, voir Olry.
Port-Olry est une ville francophone du Vanuatu (environ 1300 habitants) sise sur l'île d'Espiritu Santo et appartenant à la province de Sanma. 

## Géographie
La ville est réputée pour ses collines verdoyantes et ses plages de sable blanc ; s'y trouve également un site naturel protégé (réserve) consistant en deux îles (accessible depuis la ville à marée basse par un banc de sable).
Une mission catholique y est installée depuis la colonisation française, aussi le catholicisme est la religion dominante de la ville et des environs.

## Histoire
Lors de la Seconde Guerre mondiale, l'aviso Chevreuil des Forces navales françaises libres, est envoyé aux Nouvelles-Hébrides et aux Îles Banks, par le commandant de la Marine dans le Pacifique, le capitaine de frégate Cabanier, pour des missions de visite et de maintien de l'ordre. Commandé par l'enseigne de vaisseau Fourlinnie, il fait un passage à Port-Olry entre le 10 et le 25 janvier 1942. 
Dans les années 1970, années qui mènent à l'indépendance du pays, Port-Olry est le siège du parti Tabwemassana, parti politique de la gauche catholique francophone.
En 1998, le cyclone tropical Zuman a frappé le Vanuatu ; sur île d'Espiritu Santo, plus de 100 bâtiments ont été détruits ou endommagés, ainsi que 60-70 % des principales cultures de la région. En outre, la ville de Port Orly a été durement touchée, avec 95 % des bâtiments et des jardins de rapports endommagés. Dans le cadre des efforts de secours, la ville a reçu 50 bâches pour contrer les conséquences du cyclone.

## Économie
L'économie de la ville repose sur une économie traditionnelle de pêche et d'agriculture. Les hommes ont en charge la pêche (le poulpe y est un produit réputé) et les femmes assurent le travail de la terre : cacao, coprah, élevage bovin sont les principaux produits fermiers de la ville. Ces dernières sont sensiblement exclues des rapports économiques et dépendent beaucoup de leurs maris.